# Stavenisse

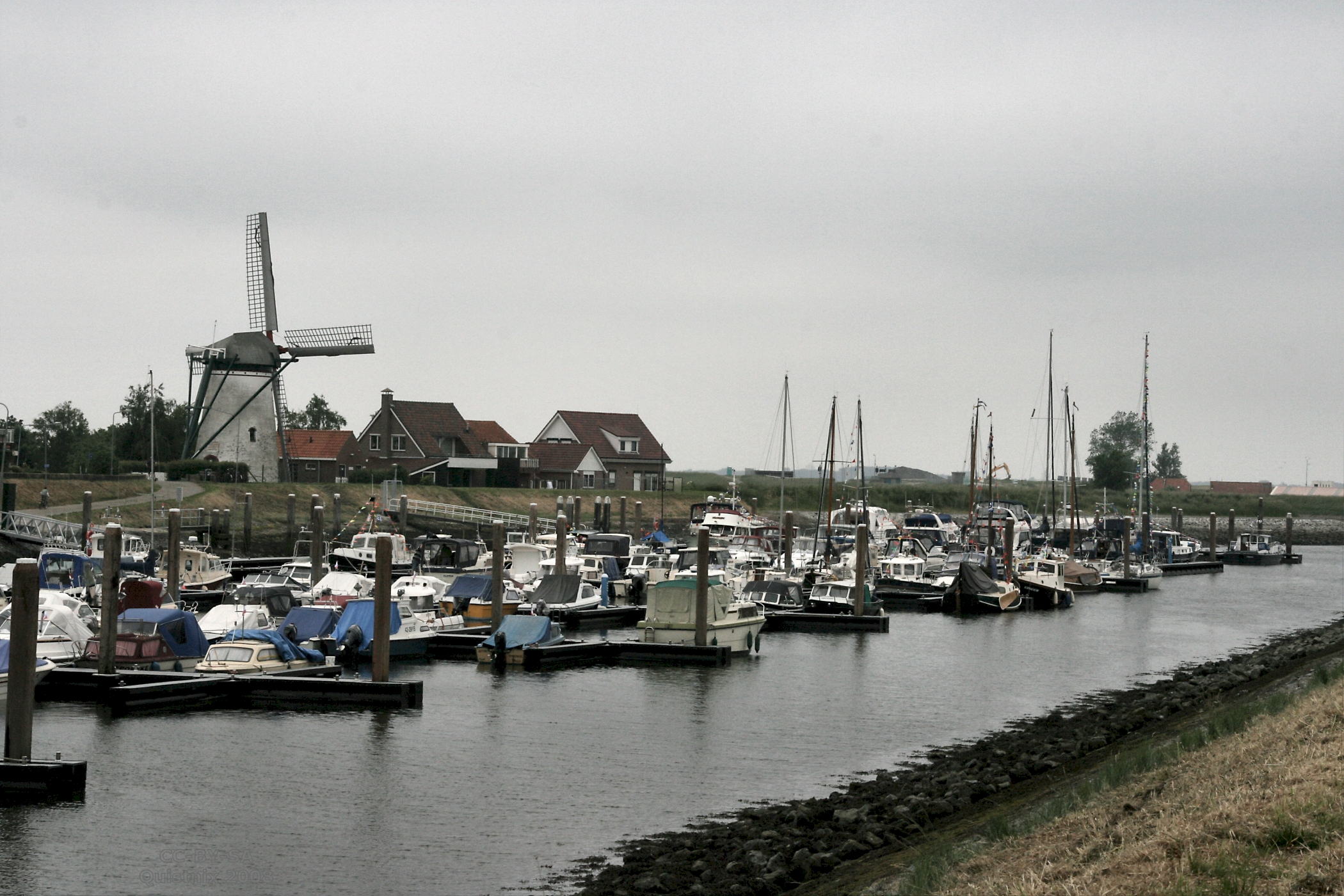
Haven met molen

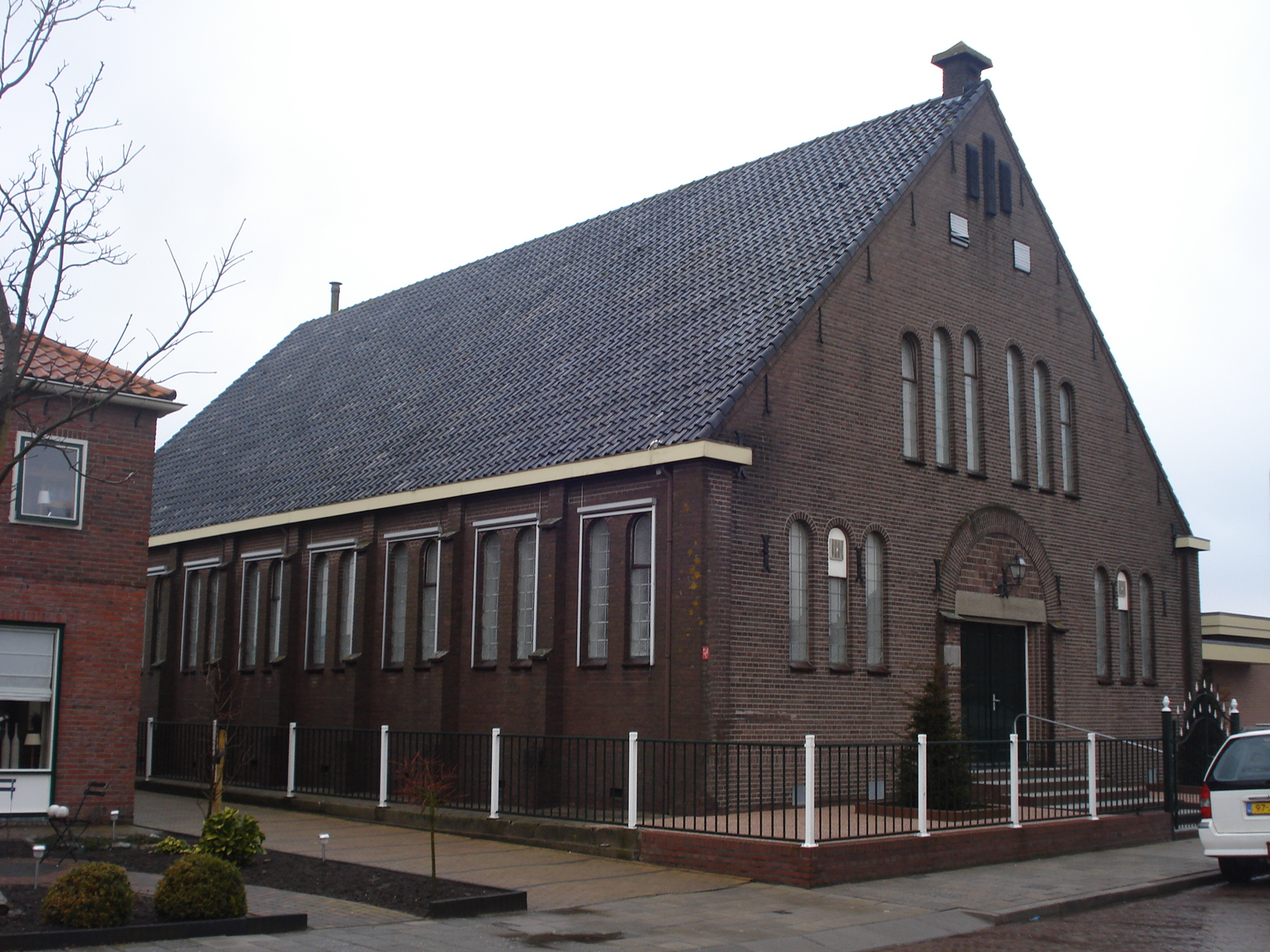
Kerkgebouw Oud Gereformeerde Gemeente

Stavenisse (Zeeuws: Staevenisse) is een dorp in de gemeente Tholen in de Nederlandse provincie Zeeland. De plaats telde op 1 januari 2023 1.705 inwoners en was tot 1971 een zelfstandige gemeente op de westelijke punt van het eiland Tholen. De oppervlakte van de voormalige gemeente bedraagt 10,97 km². Het dorp heeft een bevindelijke inslag, een groot deel van de bevolking is lid van de Oud Gereformeerde Gemeente in Nederland.

## Geschiedenis
Stavenisse wordt voor het eerst genoemd als eiland in een oorkonde uit 1206. Dit eiland is in 1509 overstroomd en werd herdijkt in 1599. De naam Stavenisse is opgebouwd uit nisse, een landtong, en stave. Dit laatste kan betrekking hebben op de eigenaar van het land, een Stave of Stavo. Het kan ook betrekking hebben op de vorm van de landtong, die wellicht staf- of paalvormig is geweest.
Stavenisse is een voorstraatdorp waarbij de hoofdstraat loopt van de haven aan het Keeten naar de hervormde kerk. De kerk is gebouwd in 1910 als vervanging van de te klein geworden voorganger uit 1617. De toren uit 1672 en een kapel met een grafmonument voor ambachtsheer Hieronymus van Tuyll van Serooskerken († 1669), gemaakt door Rombout Verhulst, zijn van de oorspronkelijke kerk overgebleven. Bij de haven van het dorp staat de Stavenisser Molen, een korenmolen uit 1801.
In 1653 liet Hieronymus van Tuyll van Serooskerken buiten het dorp een door water omgeven slot bouwen, met daaromheen tuinen en bossen. Alleen een deel van de gracht en een stuk van de grachtmuur is nog aanwezig.
In 1650 ontstaat in het dorp het latere bouwbedrijf Roozemond, wat eind 2012 het oudste bouwbedrijf van Nederland en het een na oudste familiebedrijf van Nederland was.
In 1944 worden de bewoners van Stavenisse geëvacueerd omdat een deel van Tholen door de Duitse bezetter wordt geïnundeerd. Een groot deel van hen komt in Barneveld terecht.
Tijdens de watersnood van 1953 was Stavenisse een van de zwaarst getroffen dorpen, er verdronken 153 mensen, onder wie de bekende kerkvoorganger Leen Potappel. De haven werd na de ramp als zwakke plek in de zeewering met sluiting bedreigd. Wegens verzet tegen dit plan zijn de havendijken verhoogd en is in 1977 een keersluis gebouwd, de haven is nu in gebruik als jachthaven.
In 1975 komt Stavenisse landelijk in het nieuws vanwege massaal verzet tegen de komst van 500 Surinamers, die hun land hadden verlaten in verband met de naderende onafhankelijkheid. Surinaamse organisaties reageren woedend en vooral uitspraken van de Oud Gereformeerde predikant Jacob van Prooijen vallen in verkeerde aarde. Hij omschreef de komst van de Surinamers naar Stavenisse als een nieuwe plaag voor het dorp, na de oorlog en de watersnood. De Surinamers komen uiteindelijk niet.
Bij Stavenisse liggen twee kleine natuurgebieden, Het Diepe Gat en de Geulse Weel. Het zijn twee welen, overblijfselen van oude dijkdoorbraken.

## Veerdienst
Al in de 14e eeuw bestond een veerdienst tussen Stavenisse en Viane op Schouwen-Duiveland. Over het veer werd ook post vervoerd. Toen in 1847 de veerdienst tussen Zijpe en Anna Jacobapolder werd ingesteld, boette het veer Viane-Stavenisse aan belang in. Toen in 1900 de tramlijn Anna Jacobapolder - Steenbergen in gebruik werd genomen, werd het postvervoer tussen Viane en Stavenisse gestaakt. De veerdienst hield het vol tot in de jaren dertig van de 20e eeuw schipper Gradus Helmstrijd ermee stopte. De weg die vanaf het dorp langs de haven loopt, heet nog steeds Veerweg.

## Vlag
De vlag is wit met twee blauwe golvende banen. In het midden staat het wapen, omzoomd door oranje franje. Ze is ingesteld door de toenmalige gemeenteraad op 14 april 1954.

## Bezienswaardigheden
- Nederlands Hervormde Kerk (Van der Lek de Clercqplein 2) is een T-vormige kerk voorzien van een toren met overhoekse steunberen en een achtkant met opengewerkte houten lantaarn. Deze toren verrees in 1672 tegen een uit 1617 daterende kerk. Hierin werd een oudere gevelsteen met het wapen van de familie Van Tuyll opgenomen. Dankzij een schenking van de familie Van der Lek-de Clercq kon men de oude kerk in 1910-'11 vervangen door het huidige gebouw met rondboogvensters naar een rationalistisch ontwerp van H.J. Jesse. De kerk bevat het door Rombout Verhulst gebeeldhouwde grafmonument (1669) voor Hieronymus van Tuyll van Serooskerke († 1669), bestaande uit een witmarmeren tombe met liggende figuur en een achterwand versierd met kwartierwapens en putti. Tot de laat-17de-eeuwse inventaris behoren de preekstoel, het voorlezergestoelte en een regentenbank.
- Kerk van de Oud Gereformeerde Gemeente in Nederland (Prins Bernhardstraat 35) is een zaalkerk uit 1936 in sobere traditionalistische stijl.
- Gebouw 'De Stove' (Voorstraat 42) is het voormalig raadhuis van Stavenisse. Het is een tweelaags pand in neoclassicistische stijl, gebouwd in 1860 naar ontwerp van J.K. Labrijn ter plaatse van een 17de-eeuwse redoute. Het pand is tot 1956 als raadhuis in functie geweest. Sinds 2015 is hier het Watersnoodhuis Stavenisse gevestigd, een informatiecentrum over de watersnood van 1953.
- Voormalig postkantoor (Poststraat 2) is een hoekpand met dienstwoning, uitgevoerd in 1920-1921 met expressionistische details naar ontwerp van P.F. de Bordes.
- Voormalig kasteel. Bij Bos 17 liggen nog restanten van de gracht en funderingen van muren en twee ronde hoektorentjes. Het kasteel kwam rond 1653 tot stand in opdracht van Hieronymus van Tuyll van Serooskerken naar aanleiding van zijn huwelijk met Margaretha Huyssen. In de 18de eeuw was het bezit ernstig verwaarloosd. In 1753 werd het verkocht aan baljuw en bierbrouwer A. de Clercq, die het huis sloopte. Op het rechthoekige kasteelterrein is een groente- en bloementuin aangelegd.[8]
- Stavenisser Molen, een naamloze korenmolen uit 1801.
- Houten woningen in de Koning Haakonstraat, geschonken door Noorwegen na de watersnoodramp van 1953.
- Watersnoodmonument Stavenisse, monument net buiten Stavenisse, ter nagedachtenis aan de Watersnoodramp.

## Verenigingen
Verenigingen in Stavenisse zijn onder meer:
- Voetbalvereniging SC Stavenisse.
- Muziekvereniging Euterpe (Fanfareorkest)